# Brassia iguapoana
Brassia iguapoana är en orkidéart som beskrevs av Rudolf Schlechter. Brassia iguapoana ingår i släktet Brassia och familjen orkidéer. Inga underarter finns listade i Catalogue of Life.